# وایتس (شهر)
وایتس (به آلمانی: Weiz) یک شهر در اتریش است که در وایتس واقع شده‌است. وایتس ۱۷٫۴۹ کیلومتر مربع مساحت دارد ۴۷۹ متر بالاتر از سطح دریا واقع شده‌است.

## خواهرخوانده
شهر اوفنبورگ خواهرخواندهٔ وایتس (شهر) هست.